# Гуляй-город

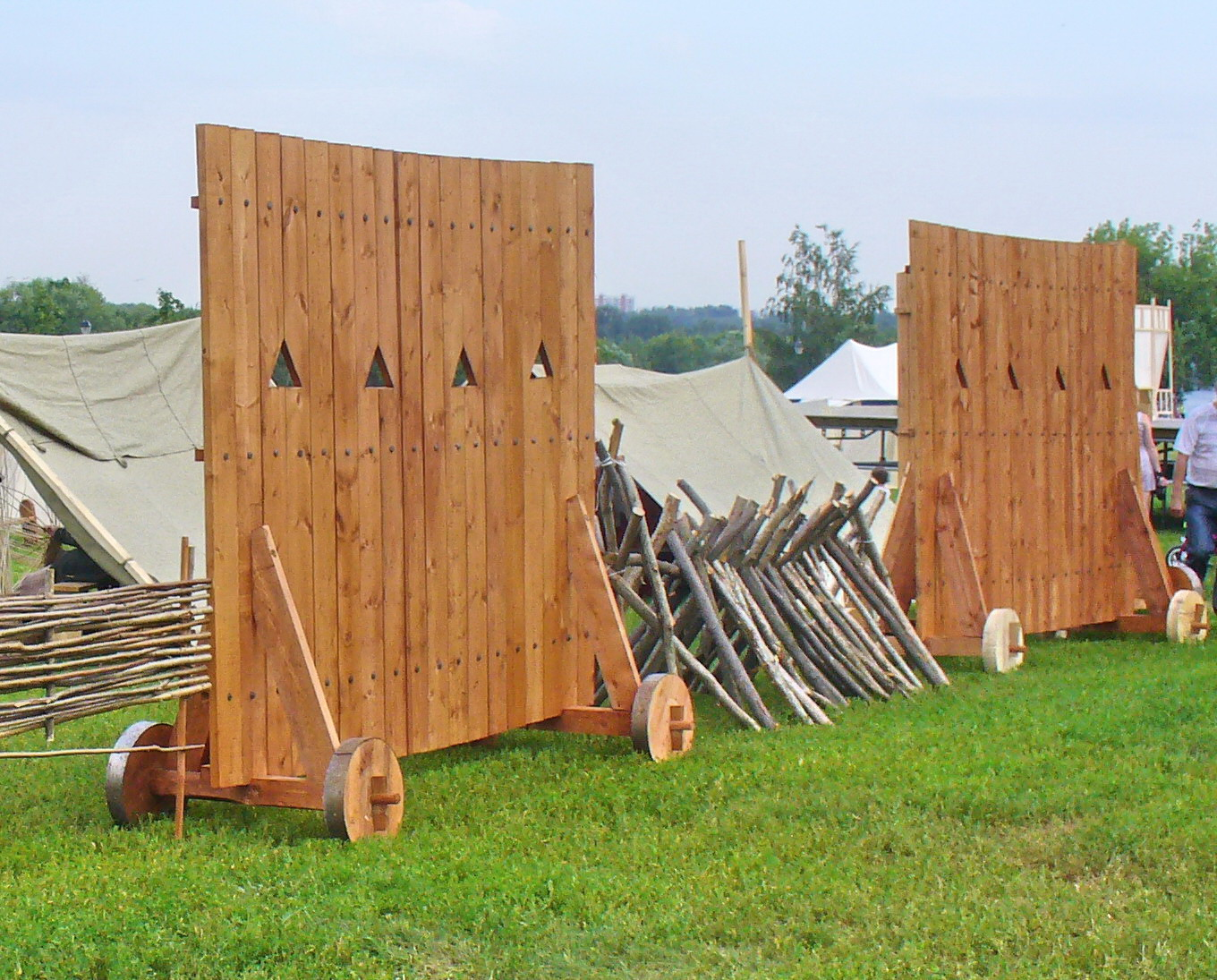
Гуляй-город (сучасна реконструкція)

Гуля́й-го́род — пересувна польова фортифікаційна споруда із дерев'яних парканних щитів з бійницями, яку використовували від часів війська Русі запорозькі козаки та війська МЦ переважно при облозі фортець — під їх прикриттям вояки поступово просувалися до фортечних стін. Подібні штурмові щити встановлювали на колеса чи сани.